# Золота вуличка
Золота вуличка або Золота вулиця — вулиця, що розташована в Празькому Граді, в Празі, Чехії. Вона є найменшою вулицею чеської столиці. Ширина вулиці складає лише 1 метр. Особливістю Золотої вулички є маленькі різнокольорові двоповерхові будиночки розташовані обабіч вузької дороги. Побудована в стилі маньєризму в кінці XVI століття.

## Історія

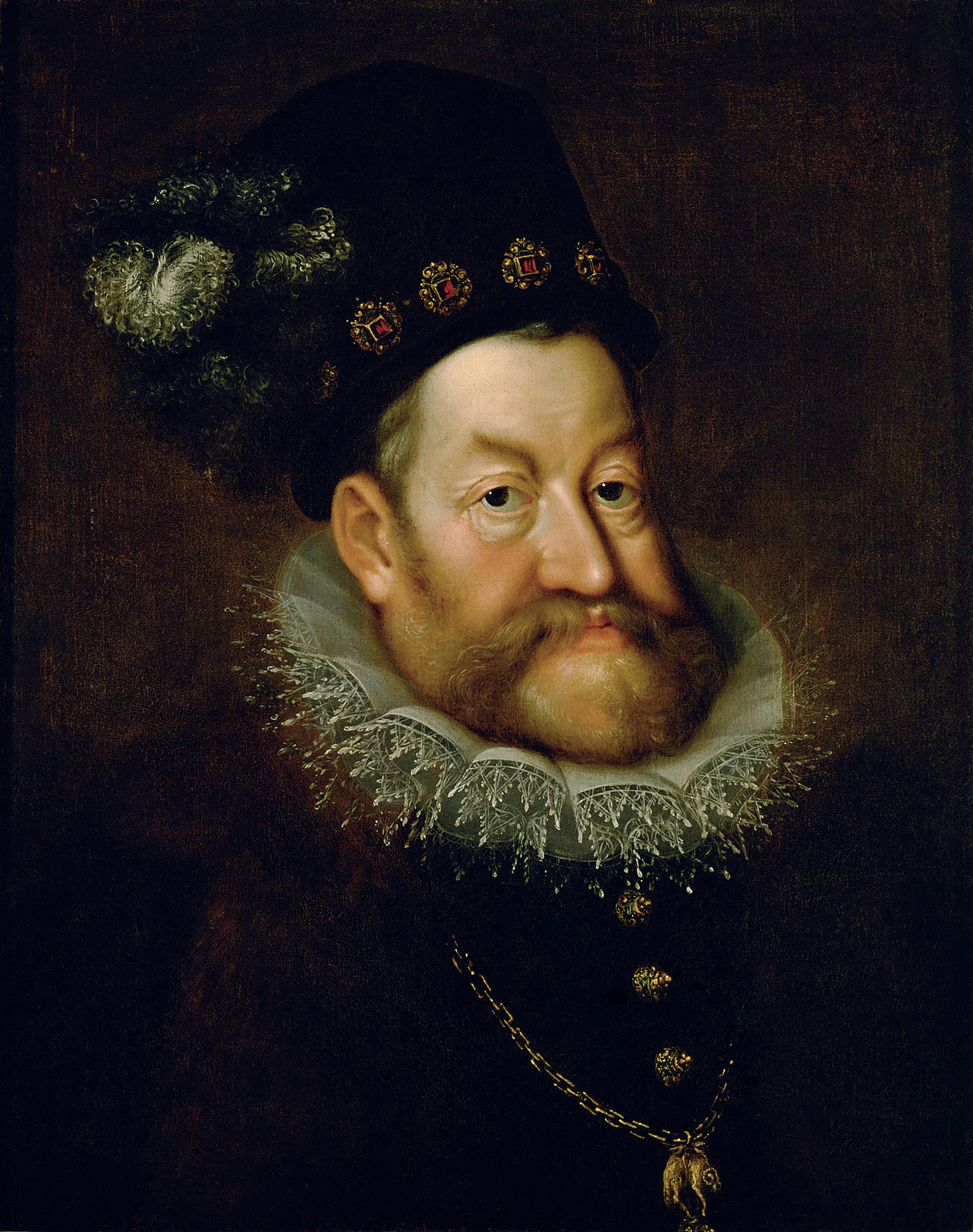
Рудольф II

В 1597 році богемський імператор Рудольф II вирішив наділити житлом поруч із фортецею стрільців, що охороняли споруду. Місця для будівництва житла було дуже мало, а сімей стрільців, що потребували житла аж двадцять чотири. Як наслідок, побудовані будинки були дуже малими. Ці маленькі житлові приміщення були побудовані з каменю, деревини та землі. Умови проживання були жахливими: по воду мешканці були змушені ходити до фонтану, а туалет для всіх мешканців вулички був лише один. Водопровід був прокладений лише у 1877 році.
Близько 1657 року на вулиці налічувалося вже лише 14 будинків. Потреба у лучниках відпала, і населення Золотої вулички почало змінюватися. До ХХ століття на вуличці мешкали ремісники, а також празька біднота.
У будинку № 27 проживав цілитель, а у № 16 була корчма.

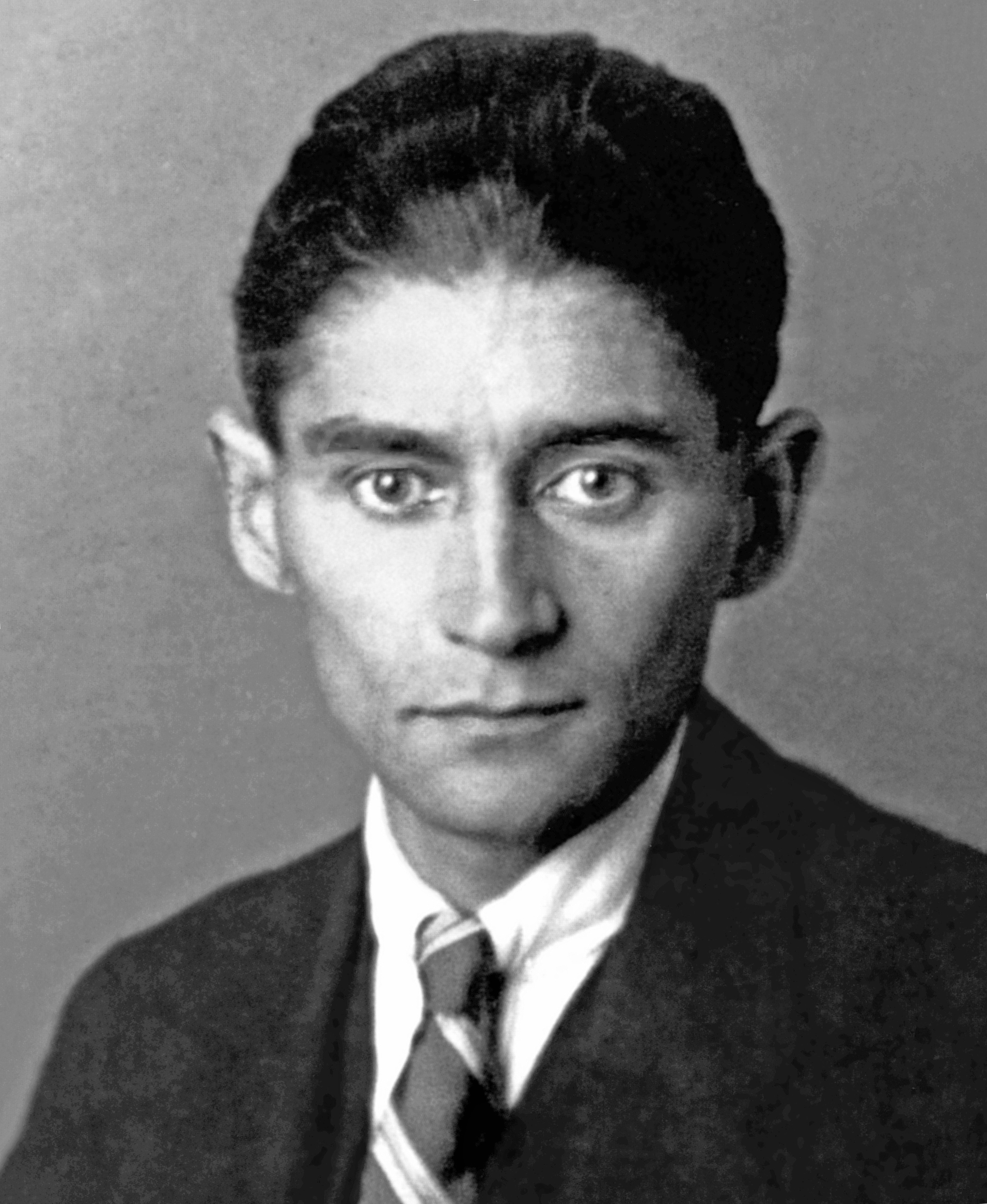
Франц Кафка проживав на Золотій вуличці в 1917 році

В 1916–1917 роках, в будинку номер 22 мешкав відомий чеський письменник Франц Кафка. Тут він працював над своєю збіркою «Сільський лікар». Зараз у цьому будинку відкрита книжкова крамниця. Франтішек Халас та Вітезслав Нєзвал — чеські поети, теж проживали на Золотій вуличці. Ярослав Сайферт — нобелівський лауреат з літератури мешкав у будиночку № 6. Празька пророчиця Мадам де Фаб (була вбита Гестапо за те, що передбачила кінець нацизму), проживала у будинку № 14, позначеному знаком, що зображує кішку, сову і кришталеву кулю.
З 1918 року перебудову вулички було заборонено.
Під час Другої Світової війни будинки використовувалися як житлова площа. В 50 роках ХХ століття на вулиці проживали останні мешканці. В1953 році будинки на Золотій вуличці викупила Канцелярія Президента.

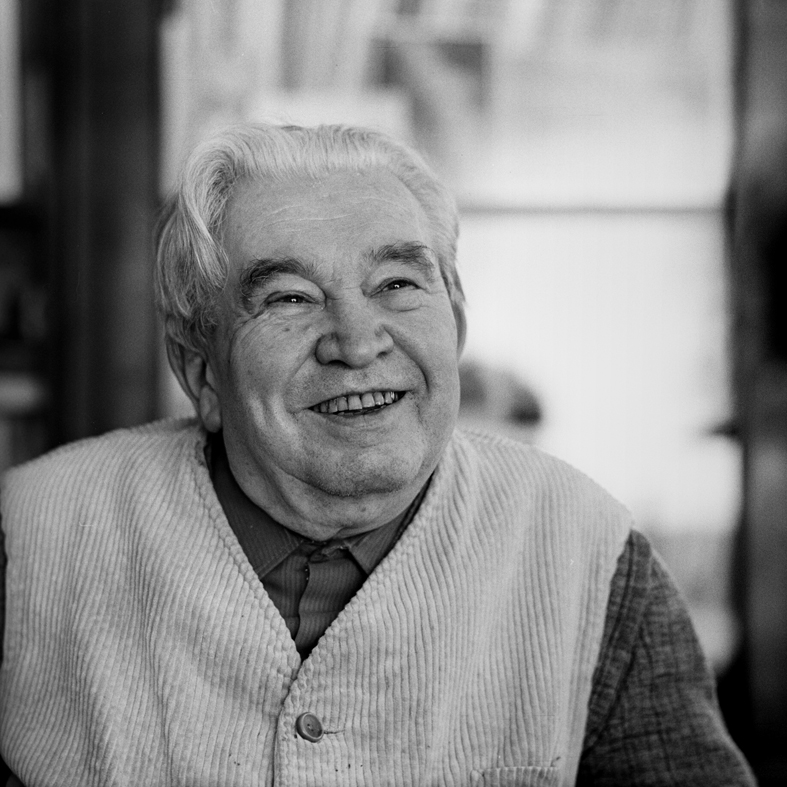
Ярослав Сайферт

## Легенди
Золота вуличка має таку назву тому, що на ній, за легендою, жили алхіміки. Вони не тільки намагалися віднайти еліксир вічного життя — філософський камінь, але й хотіли навчитися перетворювати будь-який метал в золото.
Насправді, ніякі алхіміки на Золотій вуличці не жили. Щоправда, існує реальна історія про доктора філософії Уле, що проживав на вулиці в XIX столітті й проводив таємні експерименти в своєму будинку. Одного разу в помешканні Уле здійнялася пожежа. Пізніше його знайшли мертвим із жовтим каменем в руках. Доведено, що то було золото. Звідки воно взялося у його будинку не відомо досі.
За іншою версією, назва вулиці така тому, що там жили чеканники золотих монет.

## Наші дні
Сьогодні в будинках на Золотій вуличці знаходяться сувенірні крамниці з галереями та експозиціями.
З 1 квітня 2010 року до 1 травня 2011 року Золота вуличка була закрита на ремонт. Зараз вона відновила свою роботу.